# Arie Pais

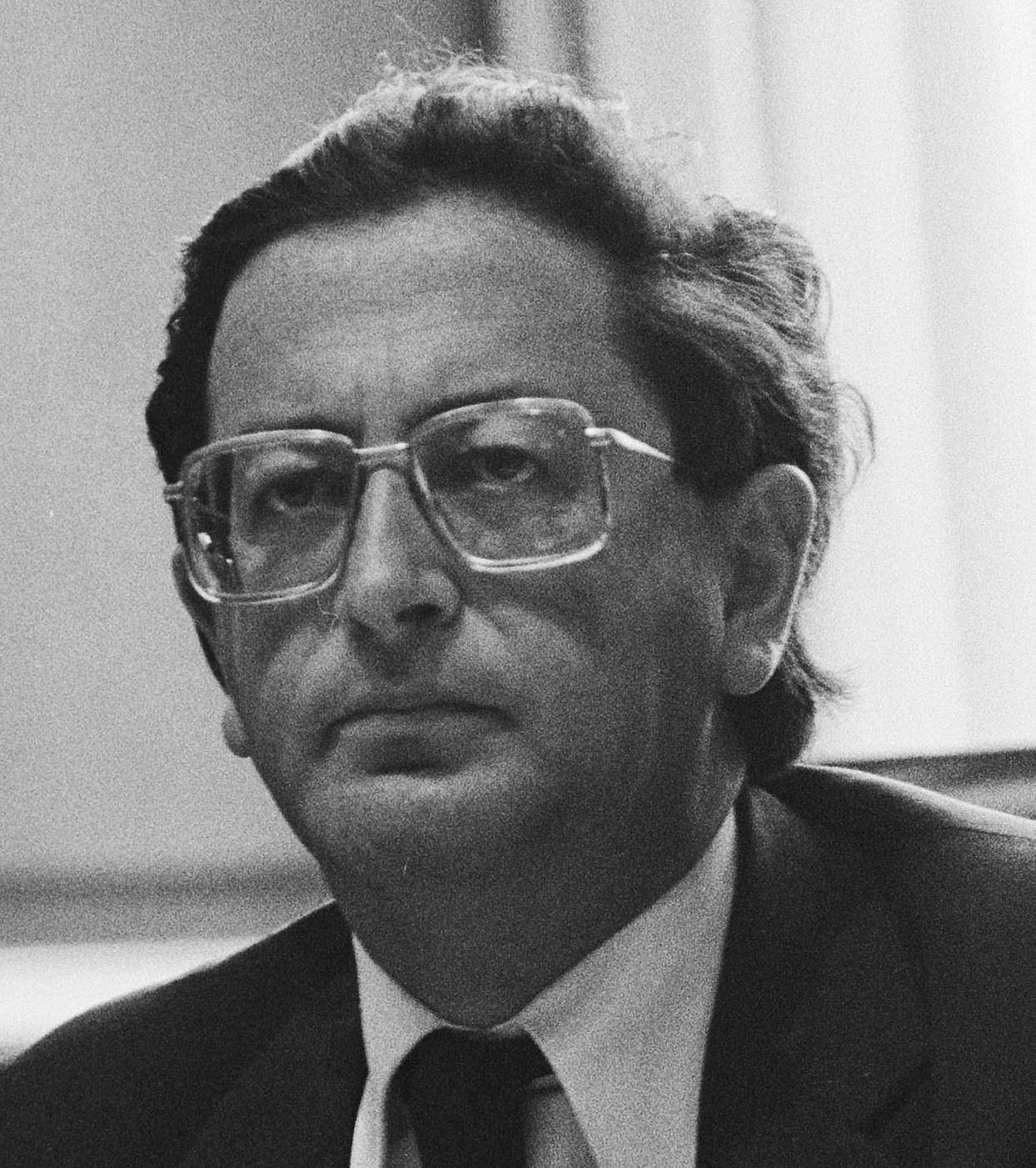
Arie Pais (1981)

Aäron „Arie“ Pais (* 16. April 1930 in Den Haag; † 25. Juni 2022 in Amsterdam) war ein niederländischer Wirtschaftswissenschaftler, Hochschullehrer und Politiker der Partij van de Arbeid (PvdA) sowie später der Volkspartij voor Vrijheid en Democratie (VVD), der unter anderem Professor an der Universiteit van Amsterdam sowie zwischen 1977 und 1981 im Kabinett Van Agt I der erste liberale Minister für Bildung und Wissenschaft seit dem Ende des Zweiten Weltkriegs war. Als Nachfolger des sozialdemokratischen Bildungsministers Jos van Kemenade führte er Reformen zur Umstrukturierung der Hochschulbildung und der Mittelschulen ein. 1981 wurde das Gesetz über die zweiphasige Struktur der akademischen Ausbildung und das Gesetz über die Grundschulbildung eingeführt. Er war zudem zeitweise Mitglied der Ersten Kammer der Generalstaaten sowie zwischen 1982 und 1988 Vizepräsident der Europäischen Investitionsbank (EIB). Pais, dessen Ehefrau die Politikerin und Diplomatin Eegje Schoo ist, engagierte sich zudem aktiv im Tierschutz und war zeitweise Vorsitzender des Niederländischen Vegetarierbundes.

## Leben
Aäron „Arie“ Pais, der aus einer jüdischen Familie stammte, begann nach dem Besuch des Vossius Gymnasium in Amsterdam ein Studium der Wirtschaftswissenschaften. Nach dessen Abschluss war er als Ökonom tätig und legte zusammen mit Wim Duisenberg seine Promotion am Lehrstuhl von Pieter de Wolff ab. Seine politische Laufbahn begann er als Mitglied des Gemeinderates von Amsterdam für die Partij van de Arbeid (PvdA), der er bereits seit 1948 angehörte. Nachdem er im Dezember 1961 aus der PvdA ausgetreten war, wurde er am 16. April 1962 Mitglied der Volkspartij voor Vrijheid en Democratie (VVD). 1971 kandidierte er auf der Liste der VVD für ein Mandat in der Zweiten Kammer der Generalstaaten (Tweede Kamer der Staten-Generaal), verpasste aber auf Platz 21 den Einzug ins Parlament, da die VVD nur 16 Abgeordnetenmandate erhielt. Am 1. April 1974 übernahm er eine Professur für Volkswirtschaftslehre an der Universiteit van Amsterdam und lehrte dort bis zum 19. Dezember 1977. Am 20. September 1977 wurde er für die VVD Mitglied der Ersten Kammer der Generalstaaten (Eerste Kamer der Staten-Generaal) und gehörte dieser bis zum 19. Dezember 1977 an. Während dieser Zeit fungierte er zwischen dem 5. Oktober und dem 19. Dezember 1977 auch als kommissarischer Vorsitzender des Finanzausschusses der Ersten Kammer. 

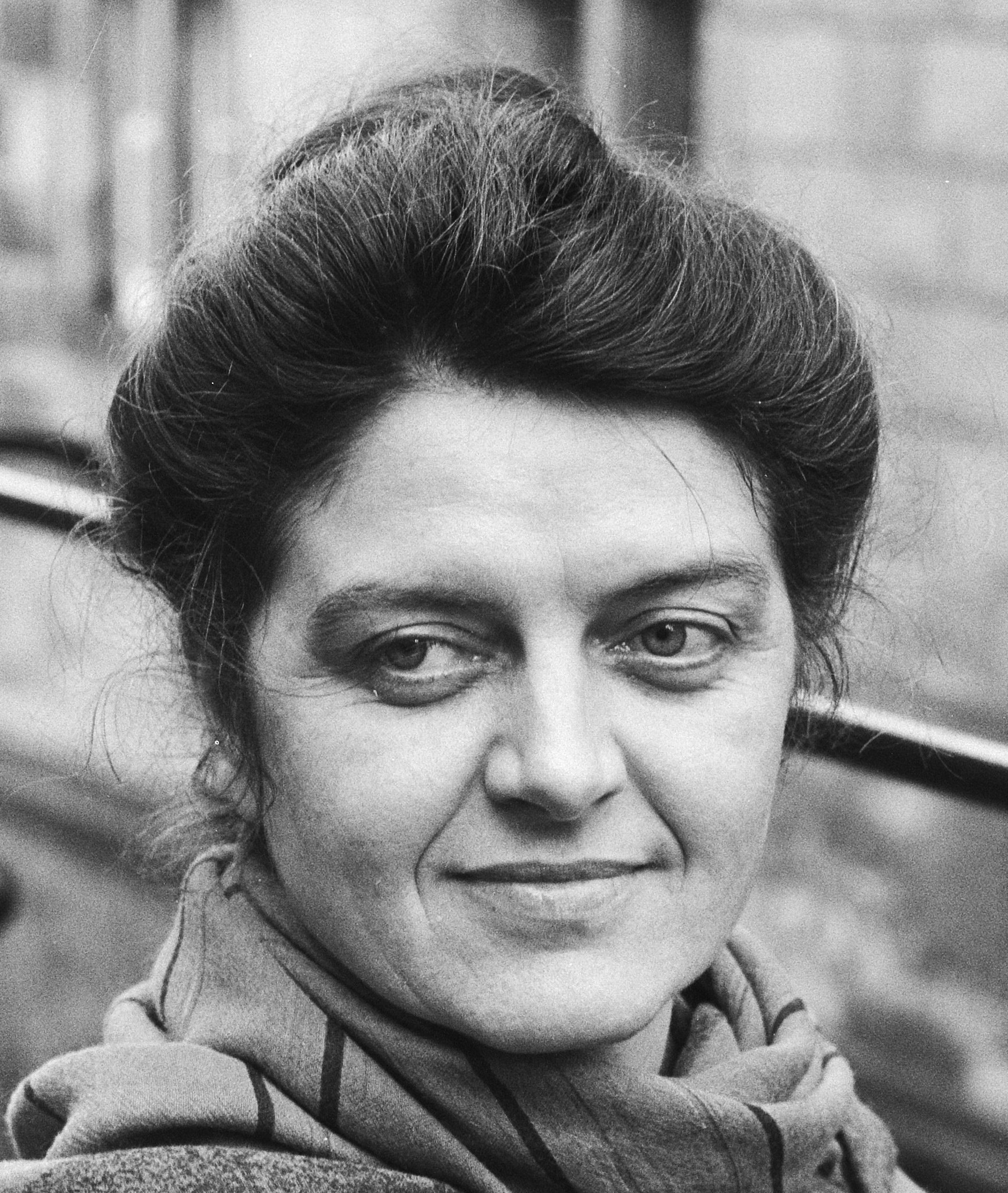
Eegje Schoo, die von 1982 bis 1986 Ministerin ohne Geschäftsbereich für Entwicklungszusammenarbeit war, ist die Witwe von Arie Pais

Am 19. Dezember 1977 übernahm Pais im Kabinett Van Agt I Minister für Bildung und Wissenschaft (Minister van Onderwijs en Wetenschappen) und hatte dieses bis zum 11. September 1981 inne. Als Nachfolger des sozialdemokratischen Bildungsministers Jos van Kemenade war er der erste liberale Minister für Bildung und Wissenschaft seit dem Ende des Zweiten Weltkriegs und führte Reformen zur Umstrukturierung der Hochschulbildung und der Mittelschulen ein. Während seiner Amtszeit kam es im Kabinett regelmäßig zu Auseinandersetzungen mit Finanzminister Frans Andriessen vom Christen-Democratisch Appèl (CDA) über das Bildungsbudget. Als Andriessen während einer Kabinettssitzung den Namen des bekannten Ökonomen John Maynard Keynes mit „Kiens“ aussprach, korrigierte Pais diesen mit den Worten: „Het is Keynes (keens), dat rijmt op brains“ (‚Es ist Keynes wie keens, was sich auf brains (englisch für Gehirn) reimt.‘)
Nach seinem Ausscheiden aus der Regierung war er zwischen dem 25. August 1981 und dem 16. Juni 1982 abermals Mitglied der Ersten Kammer der Generalstaaten sowie vom 23. September 1981 bis zum 16. Juni 1982 erneut kommissarischer Vorsitzender des Finanzausschusses der Ersten Kammer. Danach war er zwischen dem 14. Juni 1982 und dem 6. Juni 1988 Vizepräsident der Europäischen Investitionsbank (EIB). Er engagierte sich zudem aktiv im Tierschutz und war zeitweise Vorsitzender des Niederländischen Vegetarierbundes (De Nederlandse Vegetariërsbond).
Arie Pais war mit der Politikerin und Diplomatin Eegje Schoo verheiratet, die von 1982 bis 1986 Ministerin ohne Geschäftsbereich für Entwicklungszusammenarbeit war. Sein Schwager war der bekannte Journalist Hendrik Jan Schoo, der Chefredakteur der Zeitschrift Elsevier sowie stellvertretender Chefredakteur der Tageszeitung de Volkskrant war.